# Eberhardzell

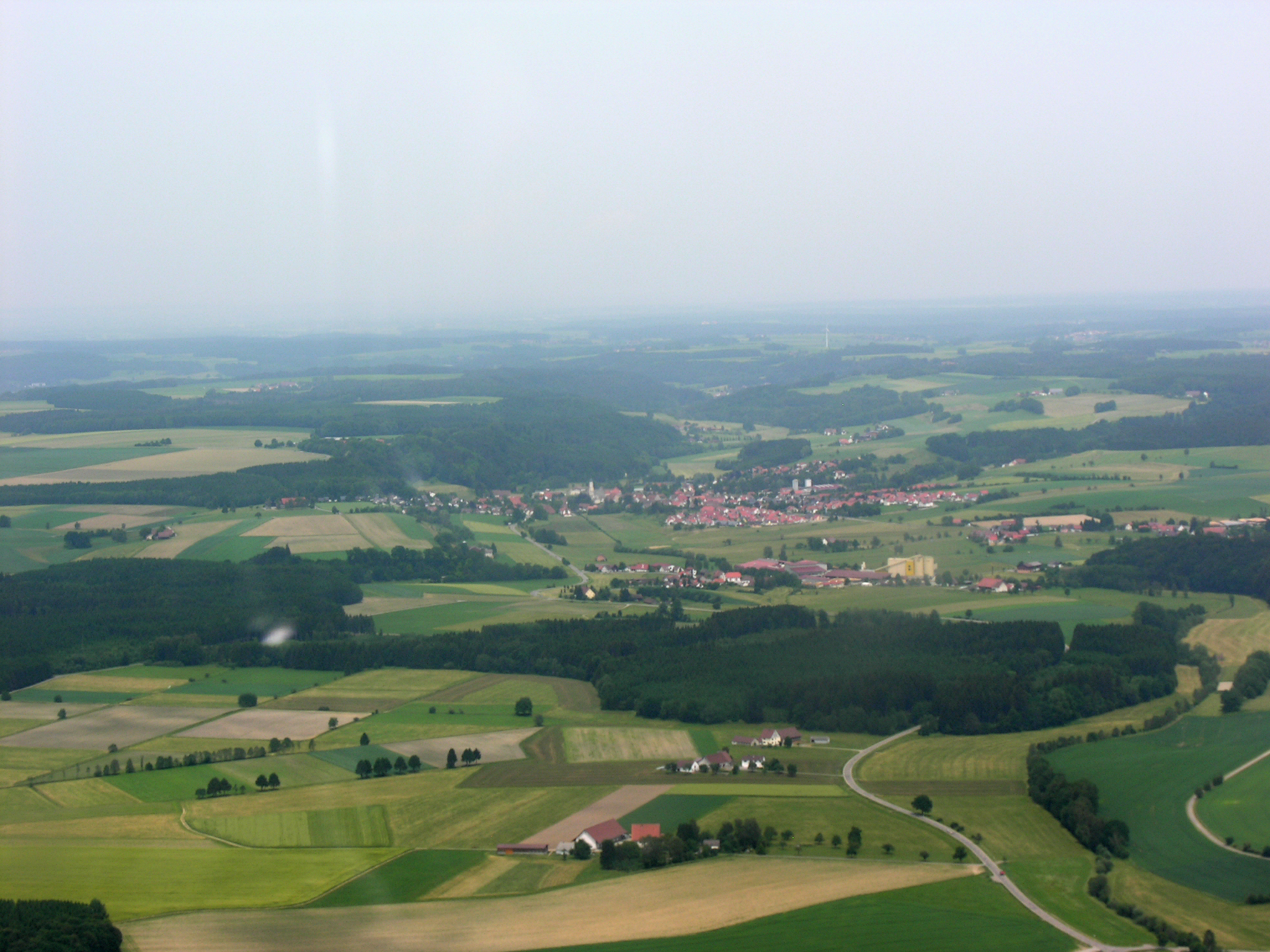
Kappel und Eberhardzell

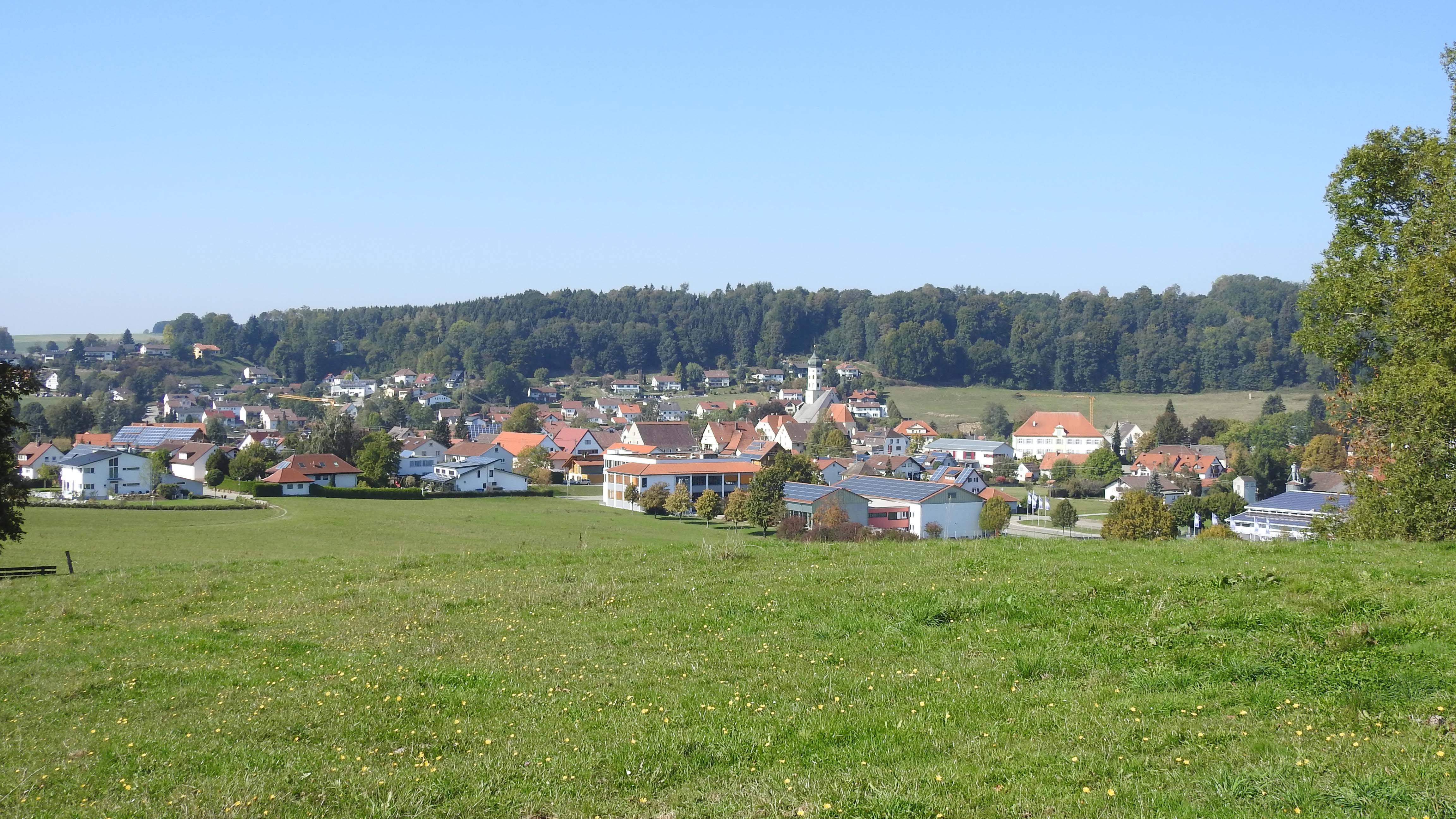
Eberhardzell von Osten

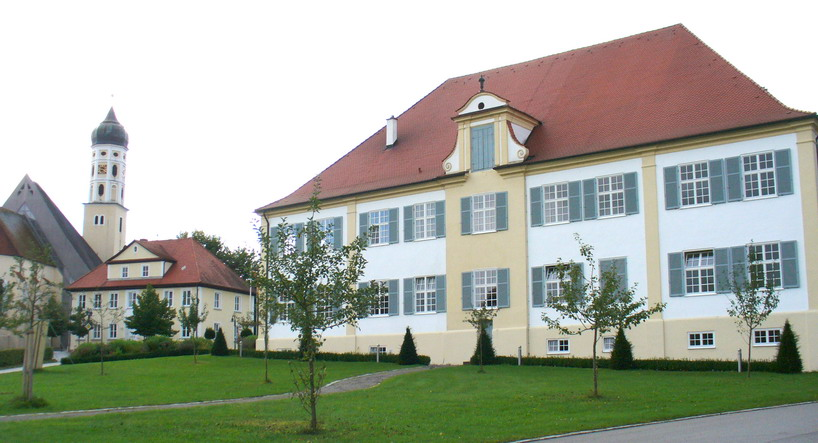
Eberhardzell 2005

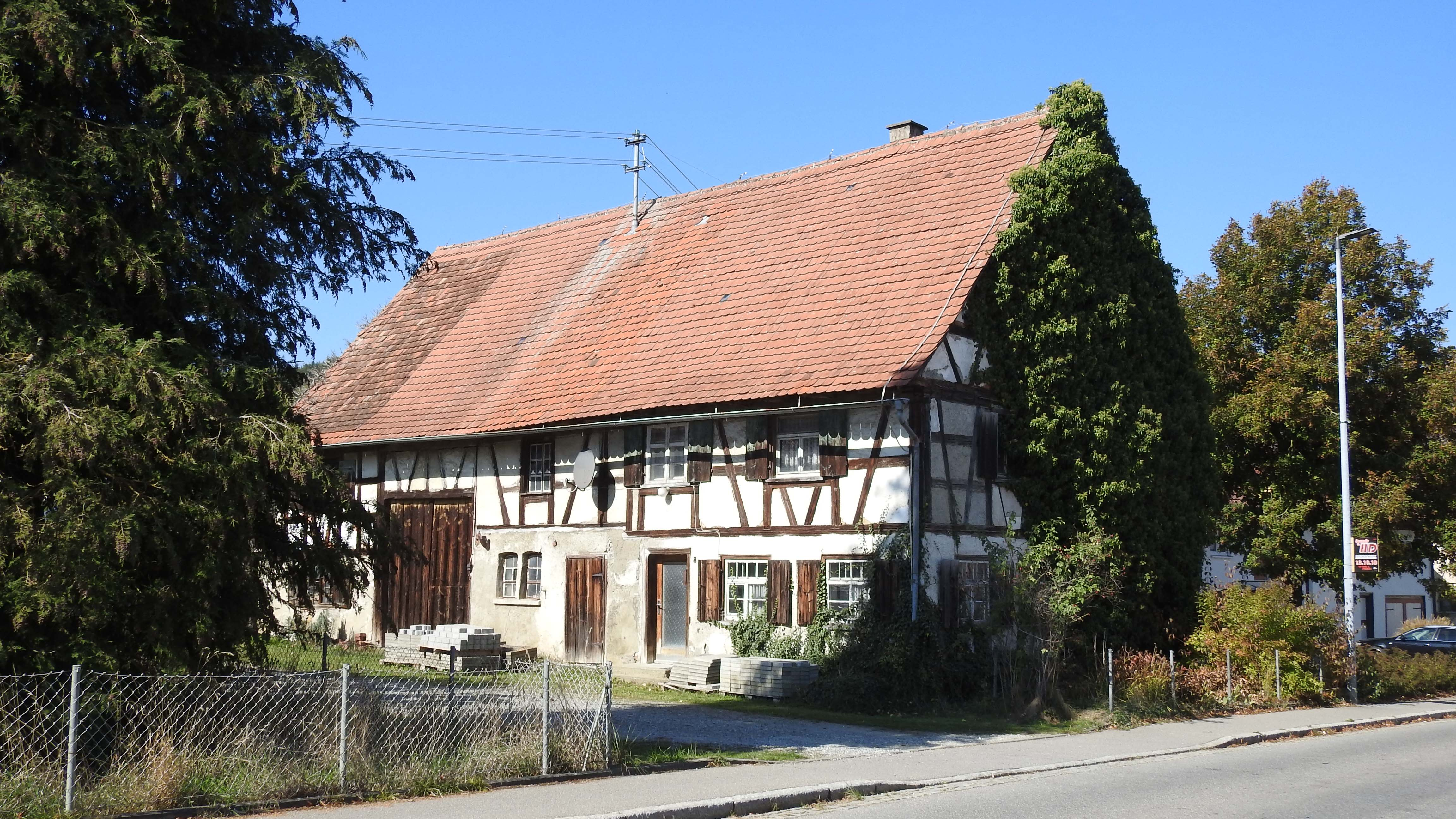
Fachwerkhaus in Eberhardzell

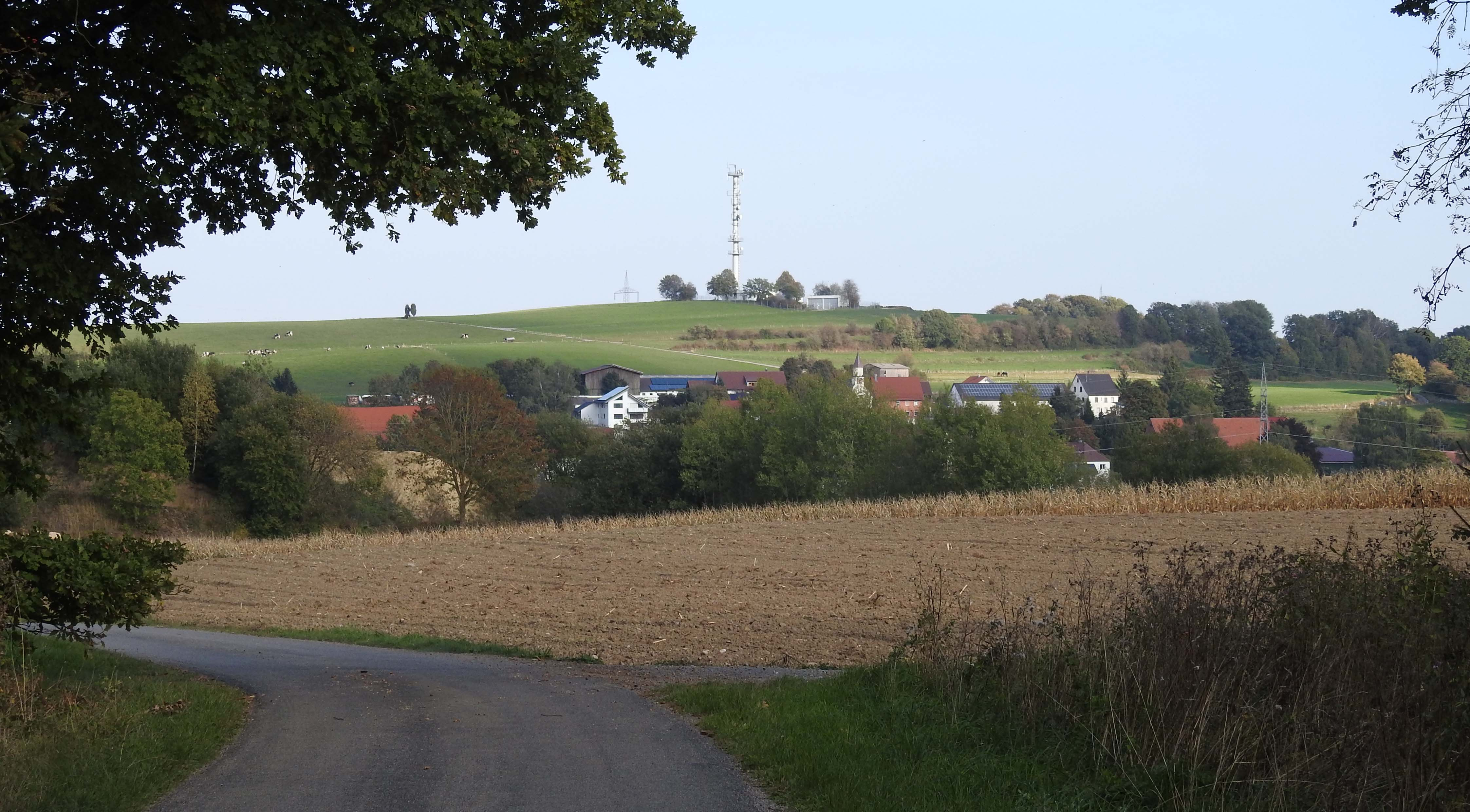
Dietenwengen von Westen

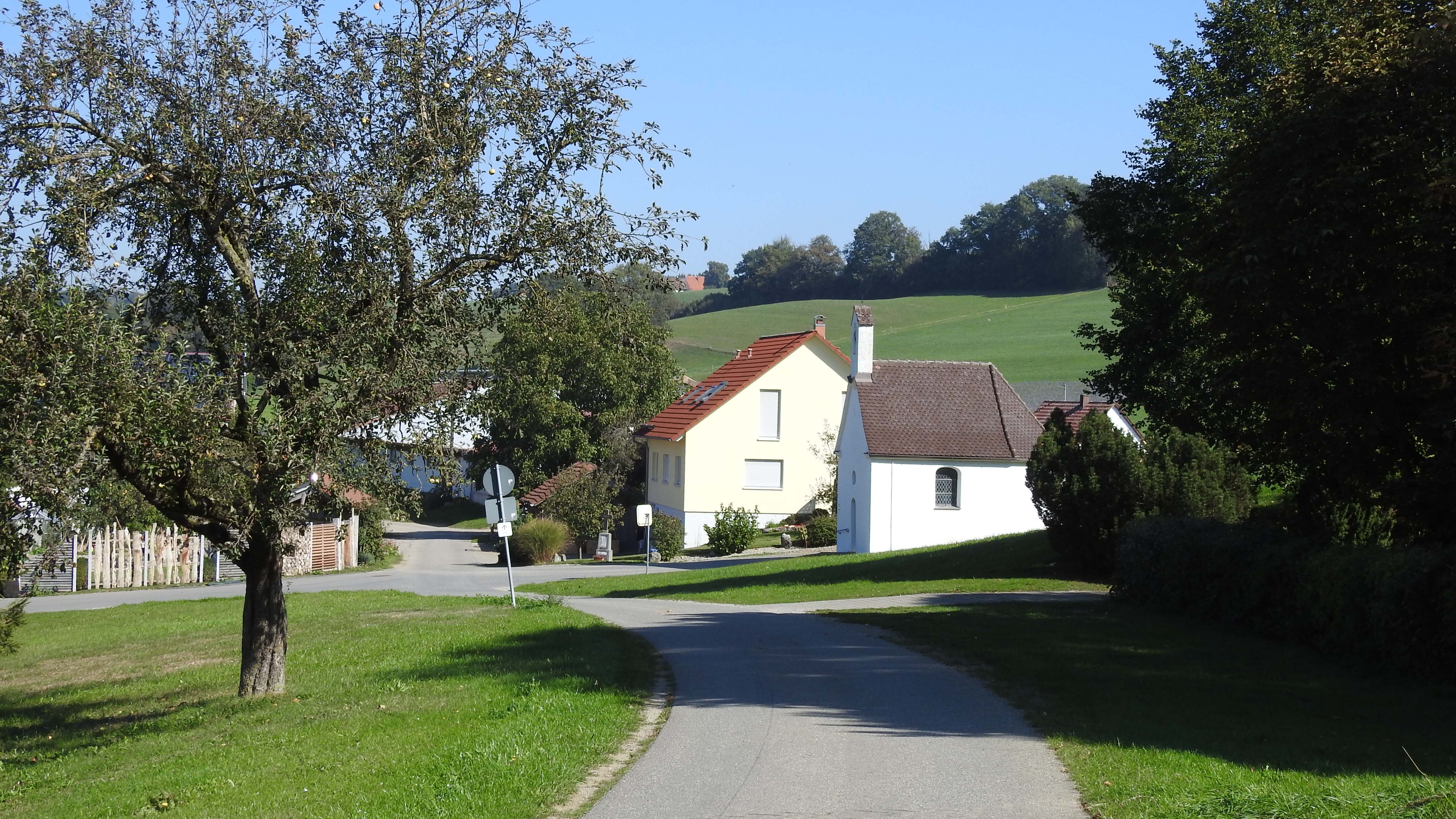
Weiler

Eberhardzell ist eine Gemeinde im Landkreis Biberach in Oberschwaben, Baden-Württemberg.

## Geografie

### Lage
Die Gemeinde Eberhardzell liegt im Süden des Landkreises Biberach etwa auf halbem Weg zwischen Biberach im Norden und Bad Wurzach im Südsüdosten. Ihr gleichnamiger Kernort befindet sich am Südostrand der Hochfläche Hochgeländ und wird von dem Riß-Zufluss Umlach durchflossen. Das Gemeindegebiet liegt zwischen 560 (bei den nördlich von Eberhardzell gelegenen Weilern) und 715,5 m ü. NHN (Hohbäumle bei Füramoos), der Kernort auf etwa 588 m Höhe.

### Gliederung
Zur Gemeinde gehören neben dem namengebenden Eberhardzell (2149 Einwohner am 1. Januar 2005) die Ortsteile Füramoos (694 Einw.), Mühlhausen (555 Einw.) und Oberessendorf (648 Einw.).

### Nachbargemeinden
Von Westen beginnend grenzt Eberhardzell an die Gemeinden Ingoldingen, Hochdorf, Ummendorf, Ochsenhausen, Steinhausen an der Rottum und Rot an der Rot und im Süden an den Landkreis Ravensburg mit den Städten Bad Wurzach und Bad Waldsee.

### Schutzgebiete
Ganz im Süden der Gemeinde liegt das Naturschutzgebiet Mauchenmühle. Im Norden der Gemeinde liegt das Naturschutzgebiet Wettenberger Ried sowie die Landschaftsschutzgebiete Umlachtal und Romersbach. Um Füramoos liegen die Landschaftsschutzgebiete Füramooser Weiher und Holzweiher. Westlich von Oberessendorf hat die Gemeinde zudem Anteil am Landschaftsschutzgebiet Oberes Rißtal.
Die meisten der genannten Schutzgebiete überschneiden sich mit dem FFH-Gebiet Umlachtal und Riß südlich Biberach.

## Geschichte

### Überblick
Eberhardzell, früher auch Cella Wolfgangi (1353) oder Mariazell (1331), wurde wahrscheinlich erstmals 1246 als "Cella" urkundlich erwähnt, und vermutlich nach früheren Ortsherren benannt.
1331 verkauften die Herren von Walsee den Ort an die Habsburger, die die Pfarrei 1456 dem Kloster Schussenried schenkten. Durch den Reichsdeputationshauptschluss im Jahr 1803 fielen deren Güter als Entschädigung für linksrheinische Gebietsverluste an den Grafen von Sternberg-Manderscheid.
Ab 1478 wurde der Ort den Herren von Neideck verpfändet, 1520 den Truchsessen von Waldburg-Wolfegg-Waldsee, die ihn 1530 von Österreich allodifizierten. In Folge des Preßburger Friedens kam Oberschwaben unter die Hoheit des Königreichs Württemberg.
Erst wurde Eberhardzell als Gemeinde von 1810 bis 1934 dem Oberamt Waldsee, dann bis 1938 dem Kreis Waldsee zugeordnet, ehe es im Zuge der Kreisreform 1938 zum Landkreis Biberach kam. 1945 wurde Eberhardzell Teil der Französischen Besatzungszone und kam so zum neu gegründeten Land Württemberg-Hohenzollern, welches 1952 im Land Baden-Württemberg aufging.

### Heinrichsburg
Die Heinrichsburg, bis 1620 Herlisberg oder Herlinsberg genannt, oberhalb von Eberhardzell gelegen, war bis 1997 im Privatbesitz der Grafen von Waldburg-Wolfegg-Waldsee. Der letzte Besitzer war Heinrich Graf von Waldburg-Wolfegg-Waldsee († 1972), verheiratet mit Maria-Antonia Prinzessin von Hohenzollern-Sigmaringen († 2011). Aus dieser Ehe gingen zehn Kinder hervor.
 siehe auch: Burg Eberhardzell, Alte Burg, Burg Hummertsried, Burg Voggen, Ruine Neideck, Burg Oberhornstolz

### Religionen
Eberhardzell ist von jeher römisch-katholisch geprägt. Noch heute gehören über 80 % der Bewohner der katholischen Kirche an. Während das katholische Pfarramt Eberhardzell in allen vier Ortsteilen über je eine Kirche verfügt, müssen Angehörige anderer Konfessionen oder Religionen zum Gottesdienst in umliegende Gemeinden fahren.

### Eingemeindungen
Am 1. April 1931 wurden sämtliche Teilgemeinden gemäß Artikel 322 A 1 der Gemeindeordnung vom 19. März 1930 aufgehoben und zur (einfachen) Gemeinde Eberhardzell zusammengeschlossen.
Die Gemeinde wurde zum 1. Januar 1975 durch Vereinigung der Gemeinden Eberhardzell, Füramoos und Oberessendorf neu gebildet. Bereits am 1. März 1972 war Mühlhausen nach Eberhardzell eingemeindet worden.

### Einwohnerentwicklung
Laut Angaben des Statistischen Landesamtes wächst Eberhardzell nur durch Zuwanderung. Von 1989 bis 1993 wuchs Eberhardzell infolge der Wiedervereinigung um 222 Einwohner. Von 1993 bis 1997 ging der Zuzug von Aus- und Übersiedlern zurück und von 1997 bis 2002 gab es wieder einen kontinuierlichen Anstieg, als Neubaugebiete erschlossen wurden. 2014 hatte die Gemeinde 4.244 Einwohner. Zwischen 2017 und 2022 wuchs die Zahl der Einwohner auf 4.598.

## Politik

### Gemeinderat
Der Gemeinderat besteht aus den gewählten ehrenamtlichen Gemeinderäten und dem ebenfalls stimmberechtigten Bürgermeister als Vorsitzendem. Bei der Kommunalwahl vom 9. Juni 2024 lag die Wahlbeteiligung in Eberhardzell bei 65,2 % und führte zu folgendem vorläufigen Endergebnis:
| Partei/Liste            | 2024   | 2024   | 2019   | 2019   |
| Partei/Liste            | Anteil | Sitze  | Anteil | Sitze  |
| ----------------------- | ------ | ------ | ------ | ------ |
| Unabhängige Wähler (UW) | 48,5 % | 9      | 52,6 % | 9      |
| Freie Bürger (FB)       | 51,5 % | 9      | 47,4 % | 9      |
| Wahlbeteiligung         | 65,2 % | 65,2 % | 64,0 % | 64,0 % |

### Wappen
Seit 1981 führt die Gemeinde folgendes Wappen: In Silber zwischen einem roten Schildhaupt und einem roten Schildfuß ein schreitender, hersehender, rot bezungter schwarzer Löwe. Der Löwe symbolisiert die Zugehörigkeit zum Herrschaftsgebiet des Hauses Waldburg, die Farben weisen auf die Zugehörigkeit zu Vorderösterreich.
Vorher führte die Gemeinde: In Rot drei gestürzte silberne Muscheln schrägrechts übereinander.
Die Wappen der ehemaligen Gemeinden werden in den Ortsteilen noch inoffiziell verwendet:
- Füramoos: In gespaltenem Schild vorne in Rot eine silberne Waage, hinten in Silber eine dreilatzige rote Fahne. Die dreilatzige Fahne verweist auf das Haus Montfort.

- Mühlhausen: In von Silber und Rot geteiltem Schild oben ein halbes rotes Mühlrad an der Teilung, unten schwarz gefugtes Mauerwerk.
- Oberessendorf: In goldbordiertem blauem Schild ein goldener Adler.

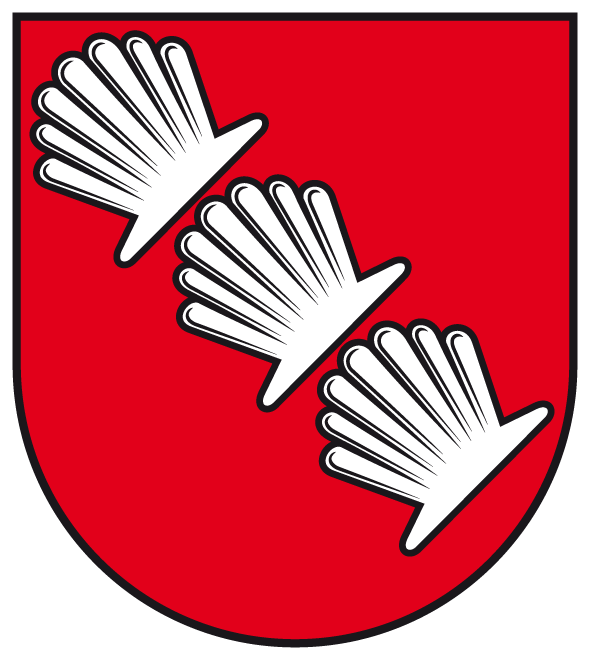
Eberhardzell – bis 1981
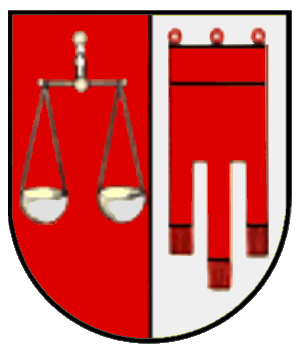
Füramoos
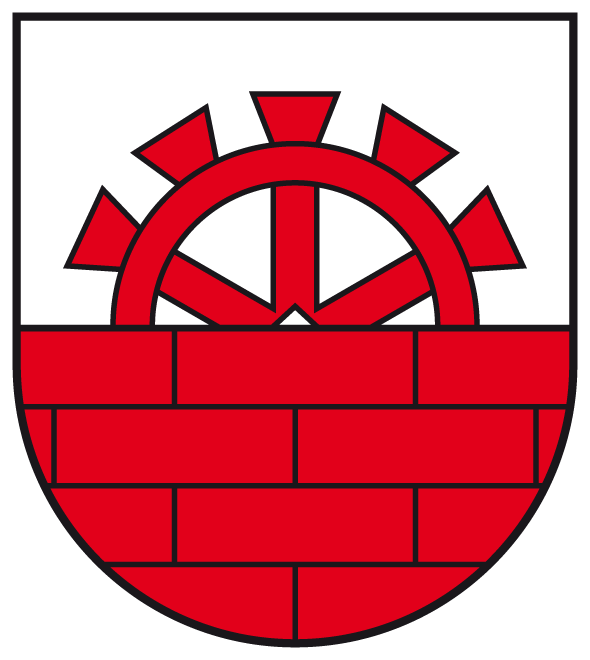
Mühlhausen
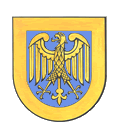
Oberessendorf

## Kultur und Sehenswürdigkeiten
Blasmusik und Chorgesang bestimmen das kulturelle Leben in Eberhardzell und seinen Ortschaften. Mit den Musikvereinen Eberhardzell, Füramoos, Mühlhausen und Oberessendorf und den Chören des Liederkranzes Eberhardzell und den jeweiligen örtlichen Kirchenchören wird die Tradition der Musik in Oberschwaben eindrucksvoll unter Beweis gestellt. Während der Fasnetszeit übernimmt die örtliche 1960 gegründete Narrenzunft Zeller Schwarze Katz e. V. die Herrschaft im Ort.
Die Ortsgruppe Eberhardzell des Schwäbischen Albvereins wurde im Jahr 2001 mit der Eichendorff-Plakette ausgezeichnet.

### Museen
Das Klima-Lounge Museo CCC stellt rund 100 Fahrzeuge von Lamborghini aus. Dazu gehören Autos, Traktoren und Boote.

### Bauwerke
Eberhardzell

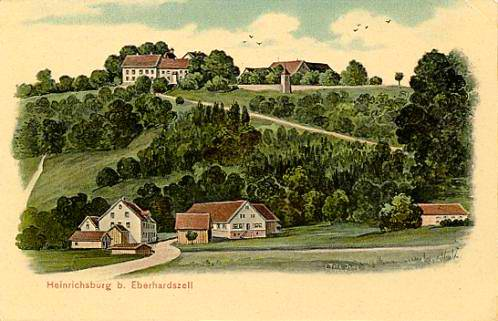
Heinrichsburg um 1900

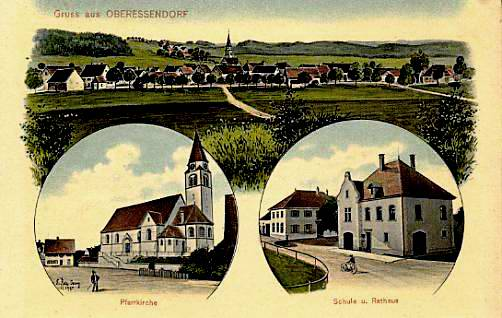
Oberessendorf um 1900

- Pfarrkirche St. Maria: Die gotische Kirche war eine 18 m lange, einschiffige Saalkirche mit Turm. Beim Umbau 1456 bekam die damals noch „Unserer Lieben Frau“ geweihte Marienkirche einen spätgotischen Chor mit Kreuzrippengewölbe und floraler Malerei, der bis heute erhalten ist. Nach der 1713 erfolgten Erweiterung und Barockisierung der Ausstattung war die Kirche St. Margaretha geweiht. 1968 riss man das komplette Mittelschiff ab und ersetzte es durch einen modernen, nach Norden und Süden flächig erweiterten Kirchenraum mit einem mehrflächigen Zeltdach aus Spannbeton, wobei zuvor ein Brand das fast fertige Bauwerk zerstört hatte. Die Umbaumaßnahmen waren 1973 abgeschlossen. Somit präsentiert sich die Kirche heute als Mischung von einem spätgotischen Chor, einem modernen Mittelbau und einem barocken Westgiebel mit Zwiebelturm. Im Innern gibt es ein Epitaph für Victor von Neidegg (Neideck).
- Pfarrhaus[13]
- Rathaus: 1746–1747 ließ der Schussenrieder Abt Siardus Frick seinen Baumeister Jakob Emele im Norden der Pfarrkirche ein neues Pfarrhaus errichten, das gleichzeitig den Äbten von Schussenried als Sommerresidenz dienen sollte. Über dem Eingang ist ein Wappen von Abt Siardus Frick angebracht.
- Heinrichsburg

Füramoos
- Kirche St. Michael

Mühlhausen
- Kirche St. Ottilia

Oberessendorf
- Kirche St. Michael

### Naturdenkmäler
- Das Naturschutzgebiet Mauchenmühle liegt beim südlichen Ortsteil Mühlhausen.
- Das Wettenberger Ried, das sich wenige Kilometer östlich des Kernorts von Hochdorf auf dem Hochgeländ befindet, ist ein Hochmoor- und Bannwaldgebiet, das als Naturschutzgebiet ausgewiesen wurde.
- Hohbäumle, Aussichtsberg und mit 712 Meter Höhe der zweithöchste Berg des Landkreises Biberach (außerhalb der schwäbischen Alb) im Teilort Füramoos

## Wirtschaft und Infrastruktur
Der Hauptstandort der Gewerbebetriebe ist Oberessendorf an der B 30/B 465. Die Gewerbestruktur der Gesamtgemeinde Eberhardzell ist hauptsächlich gekennzeichnet durch die Branchen Holzverarbeitung, Kies/Beton/Recycling, Software sowie Landmaschinen- und Stalltechnik. Die Firma Holzwerke Schneider, Eberhardzell-Kappel beschäftigt 2017 ca. 300 Mitarbeiter.
Oberessendorf war auch Sitz der mittlerweile mit anderen Unternehmen verschmolzenen All for One Systemhaus AG. Das aus der 1978 gegründeten Unternehmensberatung Härle hervorgegangene Systemhaus hatte Tochterunternehmen in Italien, den USA und Kanada. Das rund 250 Mitarbeiter zählende Unternehmen mit 6 Standorten (Stand: 2008) wurde 2008 100%ige Tochtergesellschaft der systema Deutschland und 2009 rückwirkend zum 30. September 2008 auf die systema Deutschland GmbH verschmolzen. Der bereits 2006 ausgegliederte Bereich All for One Systemhaus GmbH Midmarket Solutions wurde von der AC-Service AG übernommen und in All for One Midmarket Solutions & Services GmbH umfirmiert. 2008 erfolgte die Zusammenführung zur All for One Midmarket AG.
In der Heinrichsburg, einem landwirtschaftlichen Anwesen das auf der Gemarkung von Eberhardzell liegt, hat seit 1994 die MALI Unternehmensgruppe ihren Firmensitz. Eigentümer der Firma war bis zu seinem Tod im Jahr 2010 Markus Liebherr, ein Sohn von Hans Liebherr. Die Firma versucht dort, mit einer Gruppe von Spezialisten, einen größeren Traktor für die Serienproduktion zu entwickeln.

### Verkehr
Durch das Gemeindegebiet führen zwei Landes-Radfernwege: 
- Der Oberschwaben-Allgäu-Radweg ist eine Rundstrecke über Ulm und Tettnang, er führt dabei von Ochsenhausen über Steinhausen an der Rottum (Ortsteile Rottum und Bellamont) kommend durch Füramoos nach Bad Wurzach (über dessen Stadtteil Unterschwarzach).
- Der Donau-Bodensee-Radweg führt von Ulm zum Bodensee nach Kressbronn und führt von Ummendorf kommend nach Eberhardzell und in die Ortsteile Mühlhausen und Ampfelbronn und weiter nach Bad Waldsee (über dessen Stadtteile Osterhofen und Haisterkirch).

Eine Alltagsroute aus dem Radnetz Baden-Württemberg verbindet Biberach an der Riss mit Bad Waldsee. Sie soll künftig auf direktem Weg durch Oberessendorf führen. Da es an der B30 Richtung Bad Waldsee keinen durchgängigen Radweg gibt, verläuft die Route bislang noch über die Ingoldinger Ortsteile Winterstettenstadt und Winterstettendorf.

### Bildungseinrichtungen
Mit der Gebhard-Müller-Schule verfügt Eberhardzell über eine eigene Grundschule. In Eberhardzell gibt es zwei, in Füramoos und Oberessendorf jeweils einen gemeindlichen Kindergarten.

## Persönlichkeiten

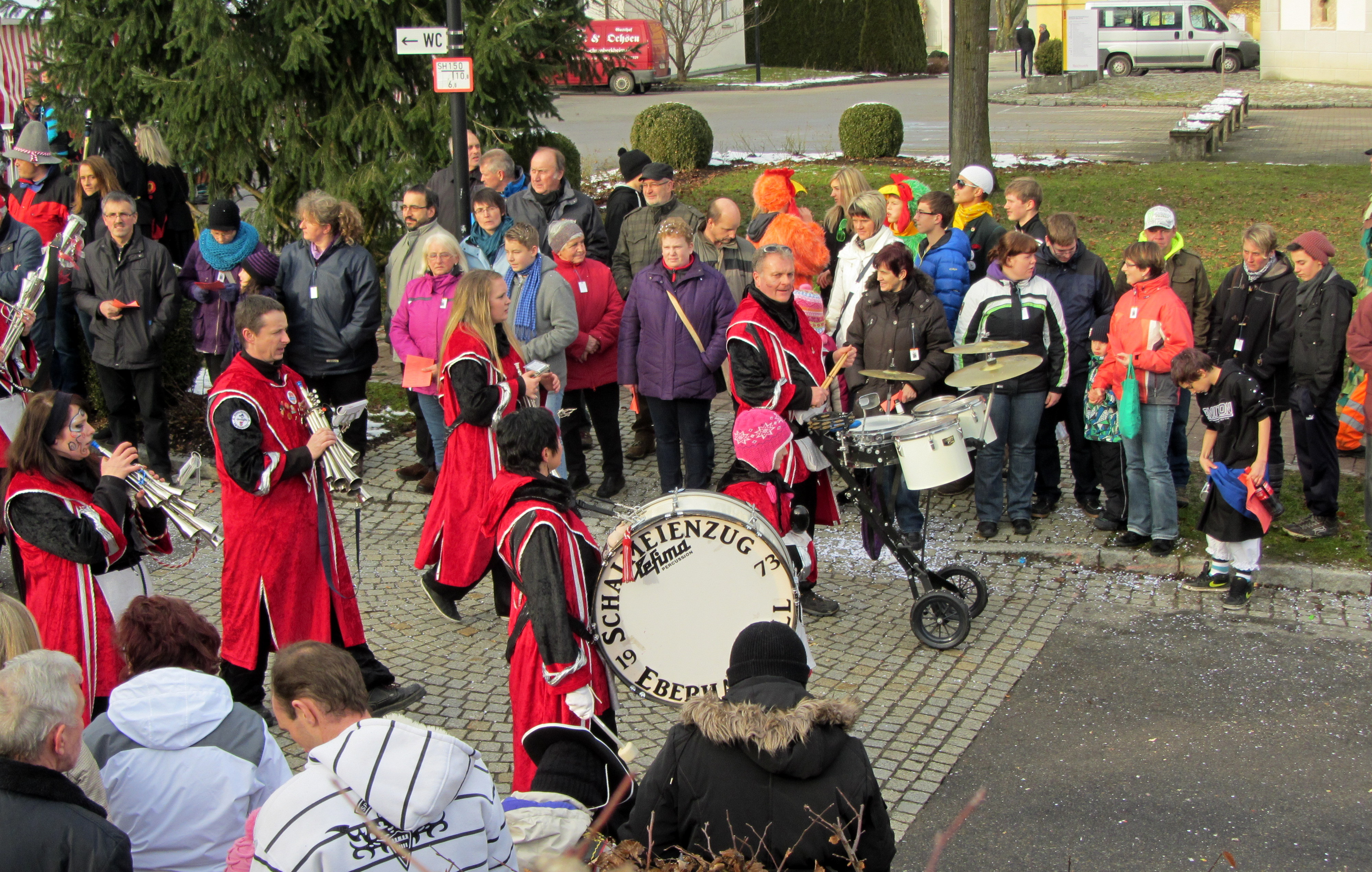
Schalmeienzug Eberhardzell – Narrensprung Rot an der Rot (2013)

### Söhne und Töchter der Gemeinde
- Maria Menz (1903–1996), Schriftstellerin

### Ehrenbürger
- Gebhard Müller (1900–1990), Politiker (CDU), MdL (Württemberg-Hohenzollern, Baden-Württemberg), Staatspräsident von Württemberg-Hohenzollern, Ministerpräsident von Baden-Württemberg, Präsident des Bundesverfassungsgerichts
- Wolfgang Mast, langjähriger Bürgermeister von Eberhardzell (1975 bis 2007).